# Beach volley ai II Giochi del Mediterraneo sulla spiaggia
Le gare di beach volley ai II Giochi del Mediterraneo sulla spiaggia si sono svolti dal 25 al 31 agosto 2019 a Patrasso, in Grecia.

## Podi
| Evento           | Oro                               | Argento                                    | Bronzo                                       |
| Torneo maschile  | Olivier Barthélemy Arnaud Loiseau | Timothée Platre Jérémy Silvestre           | Javier Huerta Pastor Oscar Jimenez Gutierrez |
| Torneo femminile | Alexandra Jupiter Aline Chamereau | Mariota Angelopoulou Manolina Konstantinou | Vasiliki Arvaniti Panagiota Karagkouni       |

## Medagliere
| Pos.   | Paese   | Oro | Argento | Bronzo | Tot |
| ------ | ------- | --- | ------- | ------ | --- |
| 1      | Francia | 2   | 1       | 0      | 3   |
| 2      | Cipro   | 0   | 1       | 0      | 1   |
| 3      | Spagna  | 0   | 0       | 1      | 1   |
| 3      | Grecia  | 0   | 0       | 1      | 1   |
| Totale | Totale  | 2   | 2       | 2      | 6   |